# Arlind Ajeti
Arlind Ajeti (Bazel, 25 september 1993) is een Zwitsers-Albanees voetballer die doorgaans als centrale verdediger speelt. Hij verruilde Frosinone Calcio in juli 2016 transfervrij voor Torino. Ajeti debuteerde in 2014 in het Albanees voetbalelftal, waarmee hij deelnam aan het EK 2016 en het EK 2024.
Ajeti heeft twee jongere broers die ook voetballen. Albian debuteerde in maart 2014 voor FC Basel. Adonis speelde toen nog in de jeugd van diezelfde club.

## Clubcarrière
Op 2 januari 2011 tekende Ajeti zijn eerste profcontract bij FC Basel. Hij debuteerde op 28 augustus 2011 in de Super League tegen FC Thun. Dat seizoen won hij de dubbel met FC Basel. Het seizoen erna pakte de club opnieuw de landstitel. In juli 2013 vertrok Aleksandar Dragović naar Dynamo Kiev, waardoor Ajeti meer dan ooit dichter bij een basisplaats staat. Op 1 juli 2015 liep Ajeti's contract bij FC Basel af, waarna hij tijdelijk zonder club zat totdat hij in november 2015 bij Frosinone Calcio tekende. Tijdens het seizoen 2016/217 kwam Ajeti uit voor Torino. Wegens beperkte speelkansen werd hij in het seizoen 2017/18 uitgeleend aan FC Crotone.

## Clubstatistieken
| 2011/12                     | FC Basel         | Super League    | 1  | 0 | 0 | 0 | 0  | 0 | 1  | 0 |
| 2012/13                     | FC Basel         | Super League    | 4  | 0 | 1 | 0 | 1  | 0 | 6  | 0 |
| 2013/14                     | FC Basel         | Super League    | 19 | 1 | 4 | 0 | 12 | 0 | 35 | 1 |
| 2014/15                     | FC Basel         | Super League    | 3  | 0 | 1 | 0 | 1  | 0 | 5  | 0 |
| 2015/16                     | Frosinone Calcio | Serie A         | 16 | 1 | 0 | 0 | —  | — | 16 | 1 |
| 2016/17                     | Torino FC        | Serie A         | 4  | 1 | 1 | 0 | —  | — | 5  | 1 |
| 2017/18                     | FC Crotone       | Serie A         | 21 | 0 | 2 | 0 | —  | — | 23 | 0 |
| Carrière totaal             | Carrière totaal  | Carrière totaal | 68 | 3 | 9 | 0 | 14 | 0 | 91 | 3 |
| Bijgewerkt tot 27 juni 2018 |                  |                 |    |   |   |   |    |   |    |   |

## Interlandcarrière
Ajeti kwam uit in diverse Zwitserse jeugdelftallen. Hij speelde onder meer zes interlands voor Zwitserland –21, waarin hij één doelpunt maakte. Hij debuteerde voor Zwitserland –21 op 6 februari 2013 in El Madrigal in het Spaanse Villarreal tegen Slowakije –21. Ajeti debuteerde in 2014 in het Albanees voetbalelftal. In juni 2016 nam hij met Albanië deel aan het Europees kampioenschap voetbal 2016 in Frankrijk, het eerste interlandtoernooi waarvoor het land zich plaatste. Albanië werd in de groepsfase uitgeschakeld na een overwinning op Roemenië (1–0) en nederlagen tegen Zwitserland (0–1) en Frankrijk (0–2). Ajeti was op dit EK basisspeler tegen Frankrijk en Roemenië.
| Interlands van Arlind Ajeti voor Albanië | Interlands van Arlind Ajeti voor Albanië | Interlands van Arlind Ajeti voor Albanië | Interlands van Arlind Ajeti voor Albanië | Interlands van Arlind Ajeti voor Albanië | Interlands van Arlind Ajeti voor Albanië | Interlands van Arlind Ajeti voor Albanië |
| №                                        | Datum                                    | Wedstrijd                                | Uitslag                                  | Soort wedstrijd                          | Doelpunten                               |                                          |
| Als speler van FC Basel                  | Als speler van FC Basel                  | Als speler van FC Basel                  | Als speler van FC Basel                  | Als speler van FC Basel                  | Als speler van FC Basel                  |                                          |
| ---------------------------------------- | ---------------------------------------- | ---------------------------------------- | ---------------------------------------- | ---------------------------------------- | ---------------------------------------- | ---------------------------------------- |
| 1                                        | 14 november 2014                         | Frankrijk – Albanië                      | 1 – 1                                    | Vriendschappelijk                        |                                          |                                          |
| 2                                        | 18 november 2014                         | Italië – Albanië                         | 1 – 0                                    | Vriendschappelijk                        |                                          |                                          |
| 3                                        | 13 juni 2015                             | Albanië – Frankrijk                      | 1 – 0                                    | Vriendschappelijk                        |                                          |                                          |
| Zonder club                              |                                          |                                          |                                          |                                          |                                          |                                          |
| 4                                        | 4 september 2015                         | Denemarken – Albanië                     | 0 – 0                                    | EK 2016 kwalificatie                     |                                          |                                          |
| 5                                        | 7 september 2015                         | Albanië – Portugal                       | 0 – 1                                    | EK 2016 kwalificatie                     |                                          |                                          |
| 6                                        | 13 november 2015                         | Kosovo – Albanië                         | 2 – 2                                    | Vriendschappelijk                        |                                          |                                          |
| 7                                        | 16 november 2015                         | Albanië – Georgië                        | 2 – 2                                    | Vriendschappelijk                        |                                          |                                          |
| Als speler van Frosinone Calcio          |                                          |                                          |                                          |                                          |                                          |                                          |
| 8                                        | 29 maart 2016                            | Luxemburg – Albanië                      | 0 – 2                                    | Vriendschappelijk                        |                                          |                                          |
| 9                                        | 29 mei 2016                              | Albanië – Qatar                          | 3 – 1                                    | Vriendschappelijk                        | 1                                        |                                          |
| 10                                       | 3 juni 2016                              | Albanië – Oekraïne                       | 1 – 3                                    | Vriendschappelijk                        |                                          |                                          |
| 11                                       | 15 juni 2016                             | Frankrijk – Albanië                      | 2 – 0                                    | EK 2016                                  |                                          |                                          |
| 12                                       | 19 juni 2016                             | Roemenië – Albanië                       | 0 – 1                                    | EK 2016                                  |                                          |                                          |
| Als speler van Torino FC                 |                                          |                                          |                                          |                                          |                                          |                                          |
| 13                                       | 24 maart 2017                            | Italië – Albanië                         | 2 – 0                                    | WK 2018 kwalificatie                     |                                          |                                          |
| 14                                       | 28 maart 2017                            | Albanië – Bosnië en Herzegovina          | 1 – 2                                    | Vriendschappelijk                        |                                          |                                          |
| Als speler van FC Crotone                |                                          |                                          |                                          |                                          |                                          |                                          |
| 15                                       | 2 september 2017                         | Albanië – Liechtenstein                  | 2 – 0                                    | WK 2018 kwalificatie                     |                                          |                                          |
| 16                                       | 5 september 2017                         | Macedonië – Albanië                      | 1 – 1                                    | WK 2018 kwalificatie                     |                                          |                                          |
| 17                                       | 6 oktober 2017                           | Spanje – Albanië                         | 3 – 0                                    | WK 2018 kwalificatie                     |                                          |                                          |
| 18                                       | 13 november 2017                         | Turkije – Albanië                        | 2 – 3                                    | Vriendschappelijk                        |                                          |                                          |
| 19                                       | 26 maart 2018                            | Albanië – Noorwegen                      | 0 – 1                                    | Vriendschappelijk                        |                                          |                                          |
| 20                                       | 3 juni 2018                              | Albanië – Oekraïne                       | 1 – 4                                    | Vriendschappelijk                        |                                          |                                          |

Bijgewerkt op 27 juni 2018.

## Erelijst
| Super League  | 5 | 2010/11, 2011/12, 2012/13, 2013/14, 2014/15 |
| Schweizer Cup | 1 | 2011/12                                     |